# Riksdagen 1697
Riksdagen 1697 ägde rum i Stockholm.
Ständerna sammanträdde den 3 november 1697. Lantmarskalk var Nils Gripenhielm. Prästeståndets talman var ärkebiskop Olof Svebilius. Borgarståndets talman var Gustaf Holmström och bondeståndets talman Nils Andersson i Svensarva.
Den 8 november 1697 uppvaktades Karl XII av de fyra ståndens representanter som framförde för honom att tillträda regeringen. Riksdagen beslutade att kung Karl XII omedelbart skulle förklaras myndig. Den 27 november tillträdde kungen regeringen och förmyndarstyrelsen avslutade formellt sitt uppdrag. Den 13 december gav ständerna sin hyllningsed till Karl XII, varefter han den 14 december 1697 kröntes i Storkyrkan i Stockholm, till skillnad från tidigare kröningar som hade skett i Uppsala domkyrka. Vid ceremonin framhölls hans ställning som enväldig kung genom att han inte angav varken någon kungaed inför de fyra stånden eller kungaförsäkran under smörjelseakten, samt att han själv satte kronan på sitt huvud.
Riksdagen avslutades den 4 december 1697.